# 신석기 혁명

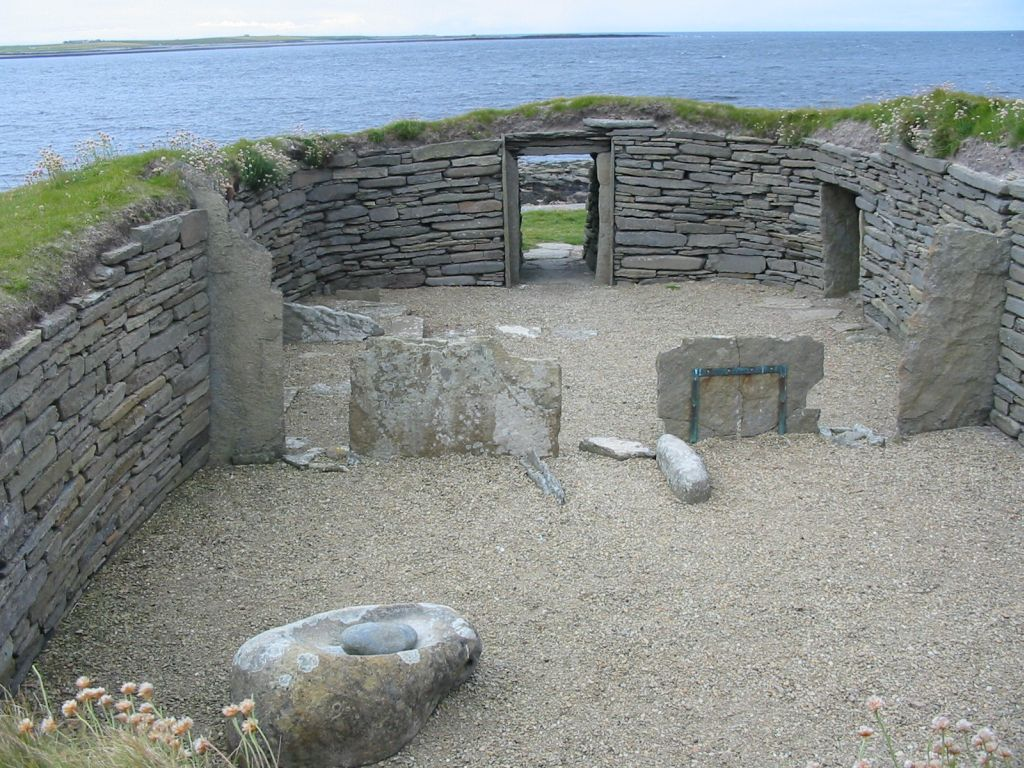

신석기 혁명(新石器革命, 영어: Neolithic Revolution)이란 석기 시대 후반의 문화로서 식량 생산 단계에 이른 시대적 전환을 말한다. 인류 사회는 구석기 시대의 채집 경제로부터 신석기 시대의 생산경제로 발전하는데, 이러한 생산 경제로의 전환은 인류 문화사상 하나의 전기를 가져온 사건이다.

## 개요
이러한 비약을 가져온 이유의 하나로서 기후의 변화를 들 수가 있는데, 그것은 홍적세(洪積世) 빙하기(氷河期)가 끝나고 충적세(沖積世)에 접어들면서 오늘날과 같은 기후로 변해 농업 생산에 적합한 시기에 돌입했기 때문에 형성된 것이다. 지금까지 알려진 가장 이른 신석기 문화는 팔레스티나의 예리코(Jericho)와 이라크의 자르모(Jarmo)이다. 이들은 지금부터 약 9,000년 ~ 8,000년 전에 형성된 문화들이다.
한국에서 가장 오래된 신석기 문화는 약 5,000년 전에 해안이나 하천 유역에 나타나는 빗살무늬 토기 문화(櫛文土器文化)이며, 한강 유역 암사동(岩寺洞)에서 발견된 빗살무늬 토기 문화는 방사성 탄소 연대 측정법(14C)을 이용한 측정 결과에 따라 약 5,000년 전의 것으로 보고되어 있다.

### 신석기 문화
한국에는 두 개로 분류되는 신석기 문화가 존재한다. 그것은 기하학적 무늬가 있는 ‘빗살무늬 토기 문화’와 외부에 무늬가 없는 ‘민무늬 토기 문화’(無文土器文化)이다. 빗살무늬 토기는 한반도에서만 발견되는 것이 아니고, 이와 유사한 토기가 노르웨이·핀란드에서도 발견되며, 또 시베리아 일대의 하천 유역에서도 발견된다. 이 분포 지역이 대체로 북위 55도 이북이어서 일명 ‘극지 문화’(Circumpolar culture)라고도 한다. 여기에서 발견되는 토기는 형태가 한국 빗살무늬 토기와 같은 반란형(半卵型)이고, 표면의 무늬 역시 평행단선열문(平行單線列紋)인데 한국의 토기보다는 표면에 찔러 만든 점렬문(點列紋)이 훨씬 더 많다. 이외에, 같은 빗살무늬를 사용한 토기는 동남아 일대에서 발견되는데, 이것들은 거의가 평저(平低)이며, 동남아 빗살무늬 토기라고 불린다. 한국의 빗살무늬 토기 문화와 동남아 빗살무늬 토기 문화와는 문화의 성격이나 토기의 형태, 그리고 연대 등에서 전혀 연관이 없는 문화로 알려져 있다. 그러나 한국의 빗살무늬 토기 문화와 연관된 문화로서는 서컴폴러 빗살무늬 토기 문화가 지적되고 있다.
그러나 한반도의 빗살무늬 토기 문화는 그러한 직접적인 연결보다는 한반도에 정착한 후 자체적으로 특수한 방향으로 발전하고 한반도 내의 초기 신석기 문화라는 독특한 문화를 형성했던 것으로 이해되어야 한다. 빗살무늬 토기 문화는 대체로 어로·수렵이 주요 생산 수단이 되며 약간 원초적인 농경도 하였다고 믿어지는 문화이다. 이 문화는 전(全) 한반도의 해안 지대와 하천 유역 지대 및 도서 지방에 분포되어 있다. 이들은 대개 해안이나 하천 유역의 일정한 장소에 상당한 규모를 가진 추락을 형성하고 있었음이 최근의 조사 결과 밝혀지고 있다.

### 유적지
이러한 빗살무늬 토기 문화가 형성되었던 가장 대표적인 지역으로 알려져 있는 것은 서해안 지구에서는 평북 의주(義州) 미송리(美松里), 정주(定州) 당산리(堂山里), 평남 온천군(溫泉郡) 궁산리(弓山里), 승호군(勝湖郡) 금탄리(金灘里), 황해도 봉산군(鳳山郡) 지탑리(智塔里), 장영군(長淵郡) 몽금포(夢金浦), 경기도 부천시(富川市) 시도(矢島), 옥귀도(玉貴島), 광주군 미사리(渼沙里), 양주군 양수리, 서울 암사동(岩寺洞) 등이며, 남해안에서는 부산시 다대포(多大浦), 동삼동(東三洞), 울산시 서생포(西生浦), 동해안에는 웅기(雄基) 송평동(松坪洞), 청진 농포리(農圃里) 등이며, 전국적으로 약 70개소 정도의 유적이 이미 보고되어 있다.
이러한 빗살무늬 토기 문화를 대표하는 유물로는 그들의 토기를 들 수가 있다. 이들이 사용했던 토기는 진흙과 고운 사질(砂質)의 개흙을 혼합하여 만든 비교적 발달된 제작 형식을 가지고 있다.
한반도에서 발견되는 빗살무늬 토기는 기형(器形)에서 대개 입이 넓고 밑이 뾰족한(V) 항아리 모양인 것이다. 그 중 밑이 아주 뾰족한 V자형과 약간 둥근 U자형이 있고, 후기에 와서는 약간의 평저(平低)가 나타난다. 그런데 함경북도 지방에서만은 아주 많은 수의 평저가 발견되고 있다.

### 생활상
이 빗살무늬 토기 문화인은 대개 하천변 충적평야에 자리 잡고 생활을 하였으며, 보통 원형(圓形)과 방형(方形)의 움집을 짓고 살았다. 이들 유적에서 발견되는 석기는 오래된 빗살무늬 토기 문화일수록 마제(磨製)가 전혀 없는 특수한 모양의 자갈돌 박편석기(剝片石器)를 사용하였으며, 이 석기들은 비교적 조잡한 형식을 갖추고 있으나 충분히 사용 목적을 충족시킬 수 있는 석기들이다. 빗살무늬 토기 주거지에서 발견되는 석기는 거의 대부분 긁개이며 납작한 돌도끼도 상당량 발견된다. 후기에 와서는 이들 주거지에서 슬레이트 석재(石材)를 사용한 약간의 마제 석촉(石鏃)도 발견되었다.
이와 같은 간석기는 빗살무늬 토기 문화 후기에 와서 농경문화를 가지고 들어온 민무늬 토기 문화와의 접촉에서 얻어진 석기 제작 기술이라고 보인다. 석재는 함경북도 지방에서 흑요석을 이용한 석기가 많이 발견되는 것이 특징인데, 한반도에서는 전반적으로 보통의 하천석(河川石) 중 치밀한 조직으로 이루어진 처트 등 규석(硅石) 계통의 규질암(硅質岩)과 자갈을 석재로 한 것이다.
이 밖에 맷돌 등이 이 유적에서 상당히 발견된다. 그러나 이 맷돌은 곡류의 제분용(製粉用)이라기보다는 야생의 도토리나 호두 같은 것을 제분하는 데 사용하였을 가능성이 더 크다. 결국 이러한 식량 생산 방식을 가진 빗살무늬 토기인이 낮은 경제성을 가진 사회를 구성하는 것은 당연한 현상이다.
이러한 빗살무늬 토기 문화 말기에 와서 한반도에 중국 북부 지방의 농경문화의 영향을 받은 민무늬 토기인이 정착하기 시작한다. 이들은 곡물의 농경 생산을 주로 하는 문화를 지니고 있기 때문에 식량 확보에서 보다 발달된 문화를 소유한 사람들이다. 이 민무늬 토기인은 결국 선주민들인 빗살무늬 토기인을 흡수하여 문화적으로 민무늬 토기 문화로 균일화하고 말았다. 빗살무늬 토기 문화는 금속 문화와의 접촉 없이 한반도에서 사라졌다. 빗살무늬 토기와 민무늬 토기 사이에는 토기에서 벌써 기형(器形)의 차이가 있고 무늬의 유무 차이가 있다. 석기 자체에도 뚜렷한 차이가 존재한다. 그뿐만 아니라 이들 문화를 형성했던 사회구조에도 역시 차이가 있다.

## 같이 보기
- 신석기 시대
- 빗살무늬토기 시대
- 중국의 신석기 문화 목록